# Fernanda Rodrigues
Fernanda Erlanger Rodrigues (Rio de Janeiro, 21 de outubro de 1979) é uma atriz e apresentadora brasileira.

## Biografia
Fernanda Rodrigues começou sua carreira ainda criança, com apenas três anos de idade já participava de videoclipes, como "O lindo lago do amor" de Gonzaguinha; e propagandas, tendo feito a Xuxa mirim nos comerciais de um supermercado Sendas com o bordão "E hoje tem!" para anunciar as ofertas. Somente aos onze anos, estreou como atriz na telenovela Vamp, da Rede Globo interpretando a espevitada e superdotada filha de Reginaldo Faria. Desde então participou de inúmeras produções da Rede Globo. No ano seguinte interpretou a personagem Maria Eduarda, uma criança que era criada pela babá, visto que seus pais viajavam muito e a deixavam aos cuidados da empregada, na novela Deus nos Acuda, onde contracenou com nomes importantes para a dramaturgia brasileira, como Dercy Gonçalves e Glória Menezes. Interpretou a rebelde Beatriz de A Viagem. Na sinopse da novela, seu personagem aparecia apenas como "Beatriz, filha de Estela". Seu trabalho nesta trama lhe rendeu seu segundo troféu de atriz revelação, pelo Prêmio Master. Em 1995, participou do elenco da primeira temporada do seriado adolescente Malhação, e no ano seguinte a sua personagem foi a protagonista da segunda temporada. No mesmo ano, participou do videoclipe da música Vem, da banda goiana Bitkids.
Assim que saiu de Malhação, Fernanda foi convidada a protagonizar a novela O Amor Está no Ar, ao lado de Rodrigo Santoro, mas não pode ficar com a personagem, pois ainda tinha 17 anos e era necessário ter brevê de pilotagem de helicóptero, o personagem ficou então com Natália Lage. A atriz então entrou para o elenco de Zazá, movimentando a trama jovem, só que ao passar pela metade da novela, recebeu o convite de Antônio Calmon  para ser a principal do núcleo jovem de Corpo Dourado, levando-o a pedir para sair da trama. Em Vila Madalena, Fernanda interpretou a patricinha Zuleika (Zu) que vivia uma relação de amor com um motoboy interpretado por Marcelo Faria. Aquarela do Brasil, uma minissérie histórica sobre o Brasil durante a segunda guerra mundial, interpretou Luísa, menina rica e apaixonada pelo protagonista, o pianista Mário, interpretado por Thiago Lacerda, com quem terminou a trama. Estrela-Guia, uma novela que ficou conhecida como "a novela da Sandy", rendeu a Fernanda o papel de Sukhi, uma hippie da comunidade Jagatah, filha de uma mulher extremista e tradicional e também melhor amiga da protagonista. Estrela-guia fez sucesso entre os adolescentes, tendo tido diversos produtos com a marca da novela, incluindo um álbum de figurinhas, como em Vamp. Em Sabor da Paixão, interpretou uma flautista que era de família rica e abandonou tudo para viver de sua música ao lado de seu marido.
Conheceu o pai de seus filhos, Raoni Carneiro, na novela A Lua Me Disse, onde ela era jogadora de futebol e ele seu treinador. Após a novela, Fernanda foi convidada para fazer uma participação especial em Bang Bang, interpretando a ladra Daisy. O Profeta, foi o primeiro personagem de núcleo cômico de Fernanda. A pedido de Roberto Talma interpretou a manicure Gisele, mais conhecida como Gigele, que era como Tainha (Rodrigo Faro), seu par romântico, a chamava. A dupla arrancava risadas do público com as brigas do casal. Não podemos esquecer também do outro protagonista de suas cenas, um vestido verde que era chora e dança (de uso em velório à casamento). Interpretou na novela Negócio da China a gótica Stelinha, mestre em Kung Fu e integrante da máfia chinesa, sua primeira vilã na carreira.
No ano de 2011, foi ovacionada pelo público e pela crítica com a personagem Jôse na novela O Astro, mostrando toda emoção na pele de uma jovem que dá a sua vida pela do filho. A produção foi premiada com o Emmy Internacional Awards 2012 na categoria de melhor telenovela. Fernanda foi junto à equipe na cerimônia de premiação. Após a personagem Jôse, Fernanda foi desligada do quadro de elenco fixo da Rede Globo, voltando a atuar nas novelas apenas na bem sucedida Sete Vidas, onde interpretou Virgínia. Já em 2017, Fernanda retornou as novelas, vivendo a vilã Fabiana em O Outro Lado do Paraíso. Sua personagem seria apenas uma participação especial de 10 capítulos, mas devido ao sucesso a atriz ficou até o fim da novela.

### Apresentadora
Em 2015, Fernanda recebeu um grande desafio: apresentar um programa no canal GNT, o "Fazendo a festa", em que a cada episódio a artista junto com um time de profissionais fazem uma festa infantil de aniversário idealizada a partir da ideia do aniversariante. O programa já conta com 7 temporadas, tendo uma delas sido apresentada por Sthefany Brito, pois a atriz estava de licença maternidade de seu segundo filho, Bento.

### Comerciais
Fernanda tem estrelado campanhas comerciais Hora do Lanchinho da Del Valle e junto a filha no da Play Kids.

### Teatro
Além destes trabalhos, Fernanda ao longo da carreira atuou em peças teatrais. Em 1991, estava nos palcos interpretando a personagem título da peça Pollyana, que lhe rendeu o prêmio Coca-Cola de teatro infantil, atriz revelação. algumas outras peças que Fernanda representou foram: A.M.I.G.A.S (Associação de Mulheres Interessadas em Gargalhadas Amor e Sexo) ao lado de Luana Piovani (sua irmã em cena), a peça virou livro. Beijo no Asfalto de Nelson Rodrigues, interpretando Dália, uma das famosas cunhadas do autor. Esteve por duas vezes em temporada com a peça Enfim, nós a primeira contracenando com o autor  Bruno Mazzeo e a segunda, após seis anos, com o humorista Marcius Melhem. Em 2013 começou a viajar pelo Brasil com a peça Tô grávida ao lado de Paulo Vilhena, o espetáculo ficou em cartaz até 2017 e devido ao sucesso de público em 2018 após 4 anos da estréia teatral ganhará uma versão cinematográfica.

### Cinema
No cinema, sua estreia foi em Simão, o Fantasma Trapalhão, do inesquecível Didi de Renato Aragão, um filme família de grande bilheteria. No sucesso A Partilha, Fernanda viveu Simone, filha de Glória Pires, uma jovem "espiritualmente iluminada" que engravida do líder de uma tribo religiosa. Fernanda participou do primeiro curta em formato digital do Brasil De Morango, de Fernando Andrade. O curta que abriu o Festival Internacional de Brasília, o Festival Internacional de São Paulo e Palm Springs International Festival of Short Films, pode ser assistido no Youtube. Em 2003 Fernanda Rodrigues protagonizou o filme Noite de São João ao lado de Marcelo Serrado e Dira Paes do cineasta Sérgio Silva, um romance baseado no livro Senhorinha Julia. Apenas uma década depois Fernanda volta as telonas protagonizando a comédia Vestido pra casar ao lado de Leandro Hassum, o filme levou 1,26 milhões de pessoas ao cinema. Filmou também curta metragem intitulado "Ponto de vista", ao lado de Thiago Fragoso. 

### Internet
Em 2014, um ano após fazer uma pequena participação sem fala no episódio Depois do fim do mundo do canal de comédia do YouTube, o Porta dos fundos , voltou a atuar no episódio três da sequência Viral.
Fernanda mantém um blog sobre maternidade Cheguei ao Mundo, desde o nascimento de sua filha Luísa, o mesmo será publicado futuramente em formato de livro.

## Vida pessoal
Fernanda já havia trabalhado com o ator Raoni Carneiro na telenovela A Lua Me Disse, em 2005, interpretando jogadora de futebol e treinador, respectivamente, porém, na ocasião os dois não desenvolveram um romance. Em 2008, durante a telenovela Negócio da China, os dois iniciaram um namoro, e em 2009, com Fernanda já grávida, eles decidiram morar juntos. Em 11 de dezembro de 2009 nasceu a primeira filha do casal, Luisa, e em 11 de fevereiro de 2016 o segundo, Bento.
Foi madrinha de casamento de Sandy com o músico Lucas Lima, da Família Lima. É madrinha de Cauet, filho da atriz Susana Werner com o goleiro Júlio César.
Ela e o marido escolheram pessoas próximas a eles para serem padrinhos de seus filhos. O ator Paulo Vilhena é padrinho de Luísa e o ator Ricardo Pereira e sua esposa Francisca são os padrinhos de Bento.

## Filmografia

### Televisão
| Ano       | Título                   | Personagem                      | Notas                                     |
| --------- | ------------------------ | ------------------------------- | ----------------------------------------- |
| 1991      | Os Trapalhões            | Bruxinha                        | Episódio: "23 de junho"                   |
| 1991      | Vamp                     | Isabel Ramos Rocha (Isa)        |                                           |
| 1992      | Deus Nos Acuda           | Maria Eduarda Garcia (Duda)     |                                           |
| 1993      | Caso Especial            | Maria Clara                     | Episódio: "Menino de Engenho"             |
| 1994      | A Viagem                 | Beatriz Toledo Novaes (Bia)     |                                           |
| 1995-1996 | Malhação                 | Luiza Pratta Gonzalez           | Temporadas 1–2                            |
| 1997      | Zazá                     | Valéria Dumont (Val)            |                                           |
| 1998      | Corpo Dourado            | Lígia Mendonça                  |                                           |
| 1999      | Vila Madalena            | Zuleika Tavares Duarte (Zu)     |                                           |
| 1999      | Malhação.com             | Luiza Pratta Gonzalez           | Episódio: "16 de julho"                   |
| 2000      | Aquarela do Brasil       | Luísa                           |                                           |
| 2001      | Estrela-Guia             | Sukhi Sukham                    |                                           |
| 2002      | Brava Gente              | Rita de Cássia                  | Episódio: "A Cidade que o Diabo Esqueceu" |
| 2002      | Sítio do Picapau Amarelo | Cinderela                       | Episódio: "A Convenção das Bruxas"        |
| 2002      | Sabor da Paixão          | Isadora Lima                    |                                           |
| 2003      | Retrato Falado           | Divina Maria                    | Episódio: "Dona Beraldina"                |
| 2003      | Os Normais               | Carol                           | Episódio: "O Magnífico Antepenúltimo"     |
| 2005      | A Lua Me Disse           | Julieta Goldoni                 |                                           |
| 2006      | Bang Bang                | Daisy                           | [ 21 ]                                    |
| 2006      | O Profeta                | Gisele da Silva (Gigele)        |                                           |
| 2008      | Casos e Acasos           | Letícia                         | Episódio: "Quem Mandou o Bombom?"         |
| 2008      | Negócio da China         | Stela Falcão (Stelinha)         |                                           |
| 2011      | O Astro                  | Josephine Mello Assunção (Josy) |                                           |
| 2015      | Sete Vidas               | Virgínia Vieira                 |                                           |
| 2015      | Fazendo a Festa          | Apresentadora                   |                                           |
| 2017      | A Cara do Pai            | Mãe do Mateus                   | Episódio: "Encontros e Desencontros"      |
| 2017      | O Outro Lado do Paraíso  | Fabiana de Sá Junqueira         |                                           |
| 2020      | Inimigo Oculto           | Karen Alencar                   |                                           |
| 2023      | Fuzuê                    | Alicia de Braga e Silva         |                                           |
| 2023      | Show da Virada           | Apresentandora                  |                                           |

### Cinema
| Ano  | Título                      | Personagem  | Nota |
| ---- | --------------------------- | ----------- | ---- |
| 1998 | Simão o Fantasma Trapalhão  | Virgínia    |      |
| 2001 | A Partilha                  | Simone      |      |
| 2003 | Noite de São João           | Júlia       |      |
| 2003 | De Morango                  | Mum         |      |
| 2014 | Vestido pra Casar           | Nara        |      |
| 2020 | O Amante de Júlia           | Bianca      |      |
| 2024 | Nosso Lar 2: Os Mensageiros | Isis        |      |
| 2024 | Meninas Não Choram          | Renata Dias |      |

### Internet
| Ano  | Título                | Personagem    |
| ---- | --------------------- | ------------- |
| 2012 | Sandy - Aquela dos 30 | Ela mesma     |
| 2020 | Live para uma criança | Apresentadora |

### Videoclipe
| Ano  | Música     | Artista | Nota  |
| ---- | ---------- | ------- | ----- |
| 1996 | Vem (Help) | Bitkids | Atriz |

## Teatro
| Ano  | Peça                 | Personagem |
| ---- | -------------------- | ---------- |
| 1991 | Pollyana             | Pollyana   |
| 1993 | A Volta do Imperador | Adelaide   |
| 2000 | A.M.I.G.A.S.         | Dil        |
| 2002 | O Beijo no Asfalto   | Dalia      |
| 2006 | Enfim, nós           | Fernanda   |
| 2012 | Enfim, nós           | Fernanda   |
| 2014 | Tô grávida           | Bianca     |

## Prêmios e indicações
| Ano  | Premiação                           | Categoria                | Nomeação | Resultado |
| ---- | ----------------------------------- | ------------------------ | -------- | --------- |
| 1992 | Prêmio Coca-Cola de Teatro Infantil | Atriz revelação          | Pollyana | Venceu    |
| 1994 | Prêmio Master                       | Atriz revelação          | A Viagem | Venceu    |
| 2011 | Prêmio Contigo! de TV               | Melhor atriz coadjuvante | O Astro  | Indicada  |